# Aimo Mäenpää
Aimo Matias Mäenpää (ur. 30 stycznia 1937 w Isokyrö, zm. 11 kwietnia 2018 w Jyväskylä) – fiński zapaśnik walczący w stylu klasycznym. Dwukrotny olimpijczyk. Dziesiąty  w Tokio 1964 (w kategorii 97 kg) i jedenasty w Monachium 1972 (w kategorii 100 kg).
Piąty na mistrzostwach świata w 1966. Wicemistrz Europy w 1969. Siedmiokrotny medalista mistrzostw nordyckich w latach 1965 – 1973.